# ميغيل مونتيرو
لويس ميغيل بريتو غارسيا مونتيرو (بالبرتغالية: Luís Miguel Brito Garcia Monteiro‏)، من مواليد 4 يناير 1980 في لشبونة في البرتغال، لاعب كرة قدم برتغالي سابق.
بدأ مسيرته الكروية مع نادي إستريلا دا أمادورا في عام 1998، ولعب معهم حتى عام 2000، وشارك معهم في 32 مباراة، وفي عام 2000 انتقل إلى نادي بنفيكا، ولعب معهم حتى عام 2005، وشارك معهم في 131 مباراة وسجل 12 هدف، ولعب لنادي منذ عام 2005 إلى عام 2012.
و قد بدأ باللعب مع منتخب البرتغال لكرة القدم في عام 2003 حتى عام 2010.

## مسيرته الكروية
لعب ميغيل مونتيرو خلال مسيرته الاحترافية مع 3 أندية في أربعة عشر موسمًا وسجل خلالها 15 هدفًا ضمن 339 مباراة. حيث فاز في موسمين بالكأس وفي موسم واحد بالدوري.
خاض ميغيل مونتيرو مسيرته مع نادي إستريلا دا أمادورا في موسم 1998–99 ولمدة موسمين، مشاركًا في 32 مباراة ولم يسجل أي هدف. ثم انتقل إلى نادي بنفيكا في موسم 2000–01 ليلعب معه خمسة مواسم، حيث شارك في 131 مباراة سجل خلالها 12 هدفًا. لينتقل بعدها إلى نادي فالنسيا في موسم 2005–06 ليلعب معه سبعة مواسم، مشاركًا في 176 مباراة سجل خلالها 3 أهداف.

## روابط خارجية
- ميغيل مونتيرو على موقع الاتحاد الدولي (مؤرشف)  (الإنجليزية)
- ميغيل مونتيرو على موقع الاتحاد الأوربي (الإنجليزية)
- ميغيل مونتيرو على موقع قاعدة بيانات كرة القدم.إي يو (الإنجليزية)
- ميغيل مونتيرو على موقع بيانات كرة القدم. دي إي (الألمانية)
- ميغيل مونتيرو على موقع ناشيونال فوتبول تيمز (الإنجليزية)
- ميغيل مونتيرو على موقع Soccerway.com (الإنجليزية)
- ميغيل مونتيرو على موقع عالم كرة القدم.نت (الإنجليزية)